# Lotta ai III Giochi olimpici giovanili estivi
Gli incontri di Lotta ai III Giochi olimpici giovanili estivi si sono svolti dal 12 al 14 ottobre 2018 al Parque Polideportivo Roca di Buenos Aires. Sono state assegnate dieci medaglie d'oro in campo maschile (cinque nella lotta greco-romana e cinque nella lotta libera) e cinque in campo femminile (tutte nella lotta libera).

## Podi

### Uomini
| Evento             | Oro                 | Argento                 | Bronzo                  |
| Lotta greco-romana |                     |                         |                         |
| fino a 45 kg       | Amirreza Dehbozorgi | Jeremy Peralta Gonzalez | Edmond Nazarjan         |
| fino a 51 kg       | Wataru Sasaki       | Giorgi Tokhadze         | Axel Salas Esquivel     |
| fino a 60 kg       | Giorgi Chkhikvadze  | Elmirbek Sadyrov        | Sahak Hovhannisyan      |
| fino a 71 kg       | Alexandrin Gutu     | Stepan Starodubtsev     | Shu Yamada              |
| fino a 92 kg       | Mohammad Nosrati    | Osman Ayaydin           | Mukhammad Evloev        |
| Lotta libera       |                     |                         |                         |
| fino a 48 kg       | Umidjon Jalolov     | Giorgi Gegelashvili     | Halil Gokdeniz          |
| fino a 55 kg       | Robert Howard       | Hernan Almendra         | Vlasyslav Ostapenko     |
| fino a 65 kg       | Turan Bayramov      | Mohammad Karimiseifabad | Inayat Ullah            |
| fino a 80 kg       | Akhmedkhan Tembotov | Fateh Benferdjallah     | Mukhammadrasul Rakhimov |
| fino a 110 kg      | Sergei Kozyrev      | Amir Zare               | Ahmed Khalil            |

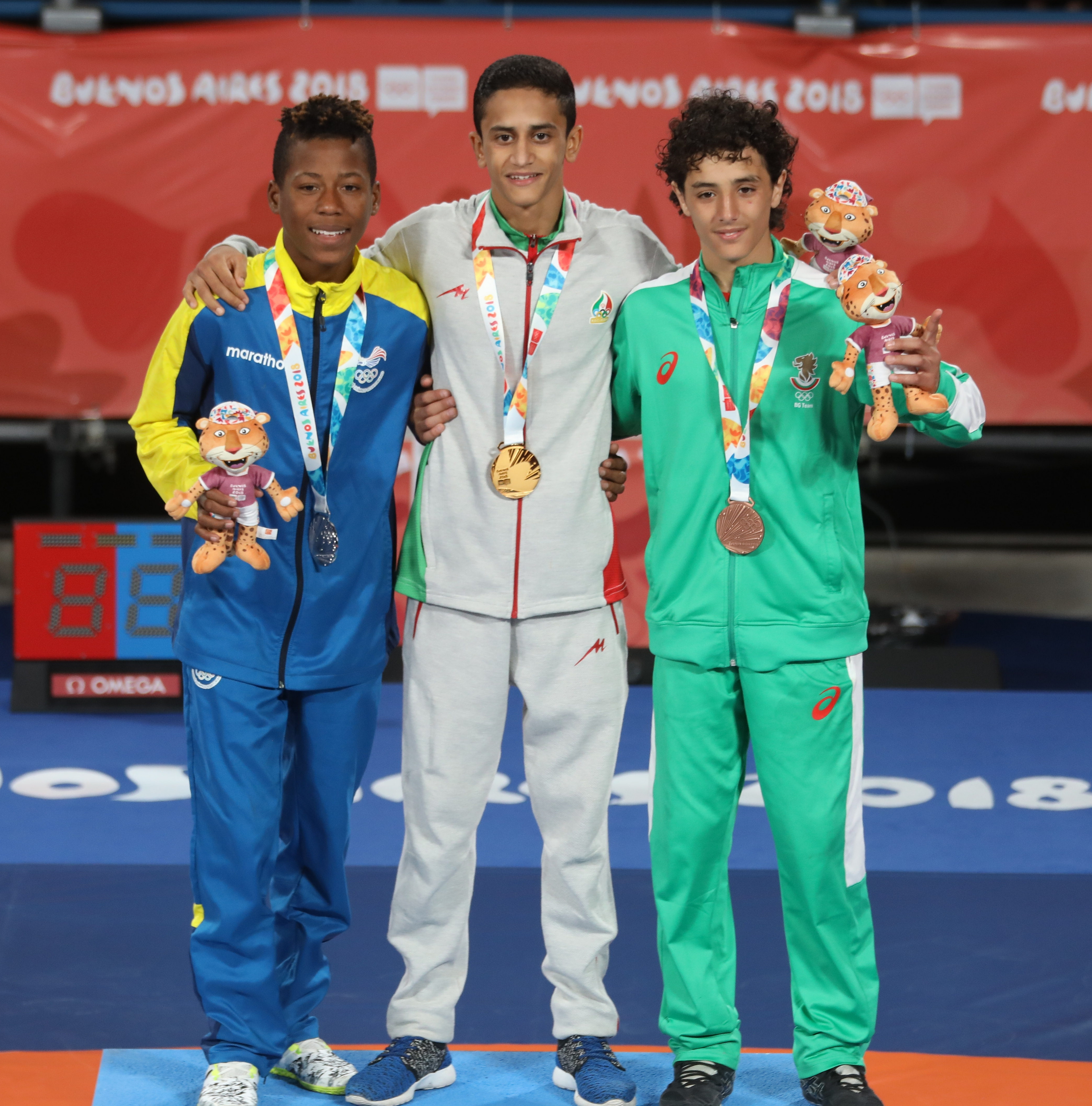
Lotta greco-romana, 45 kg
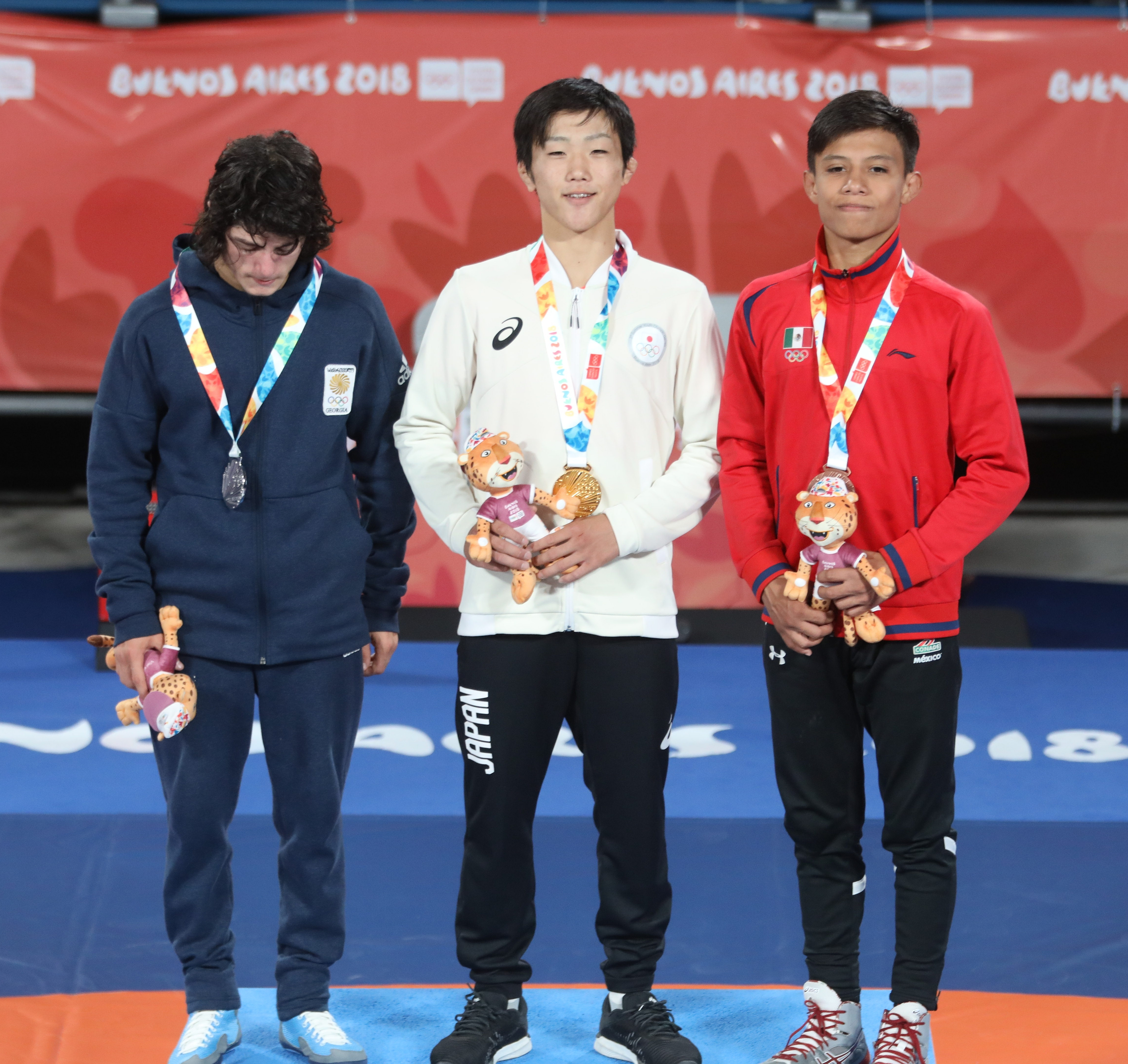
51 kg
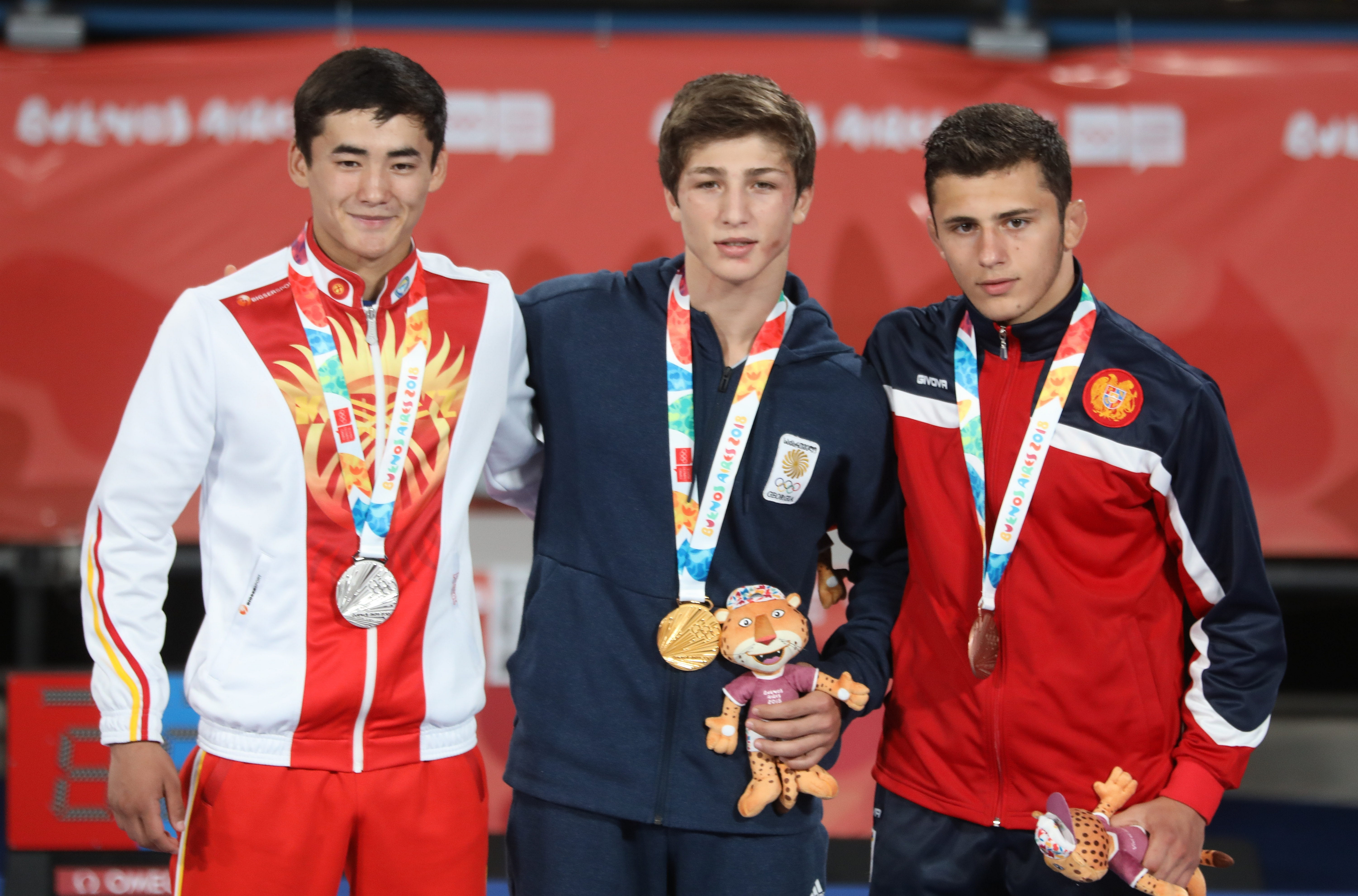
60 kg
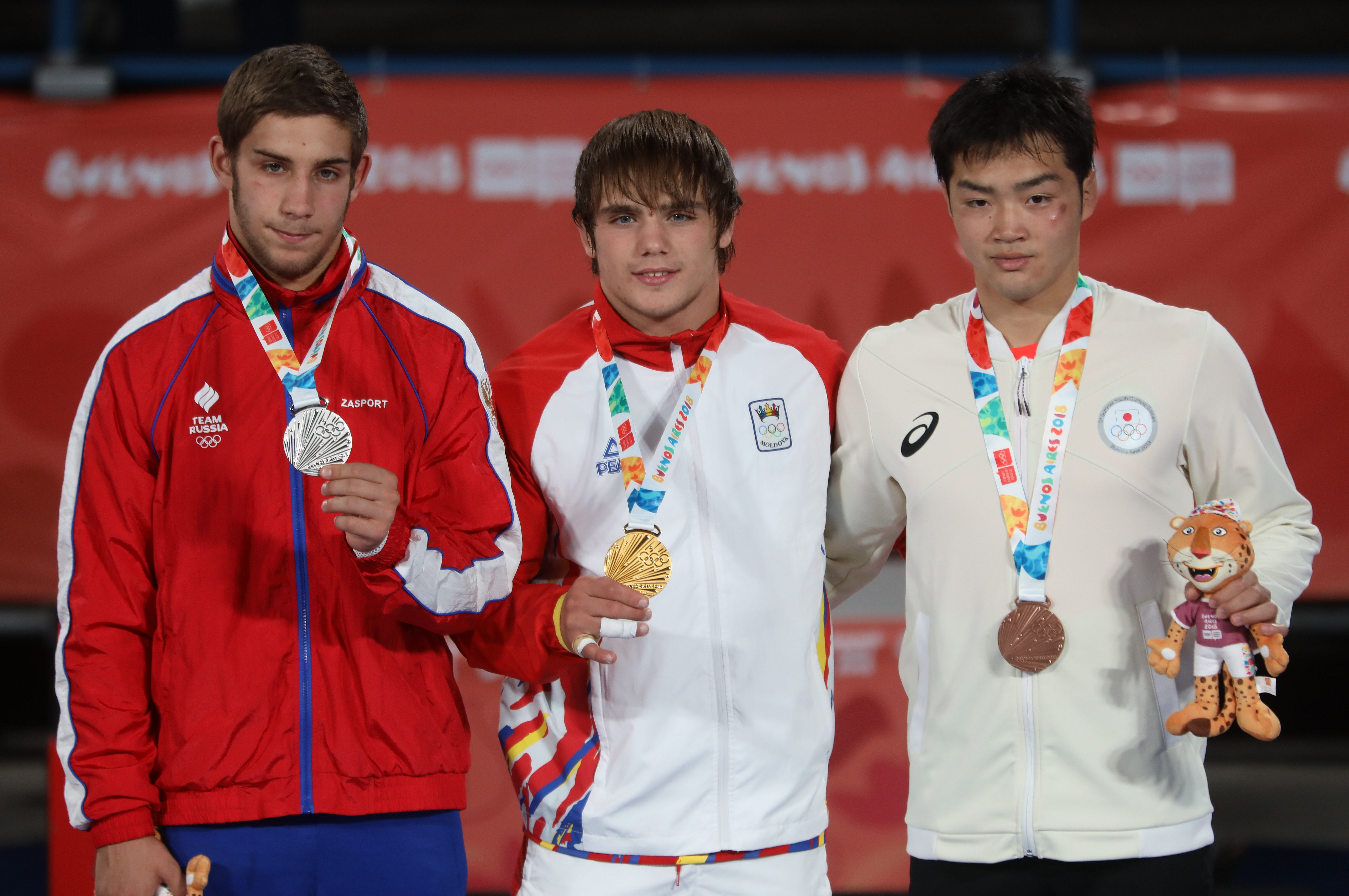
71 kg
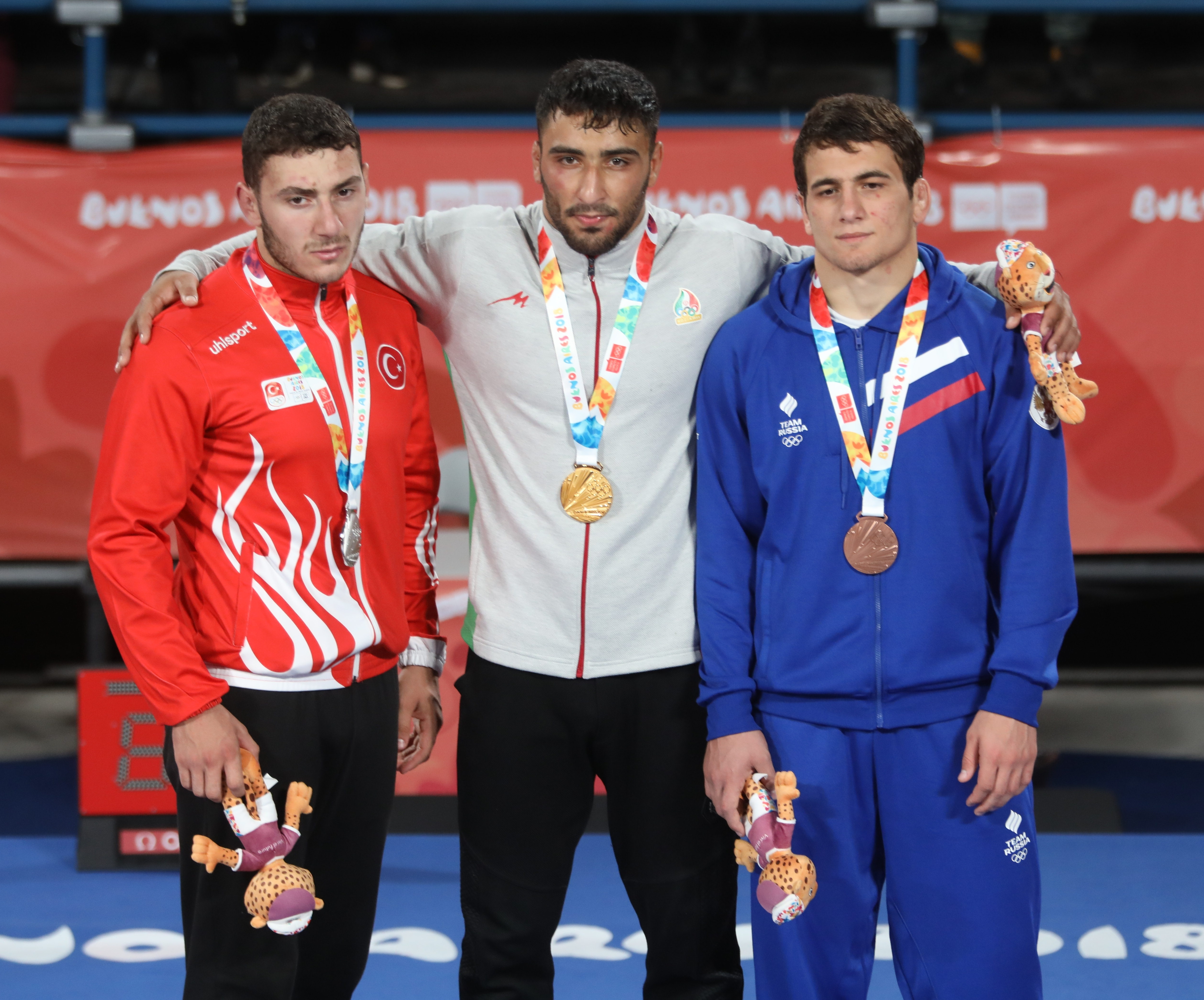
92 kg
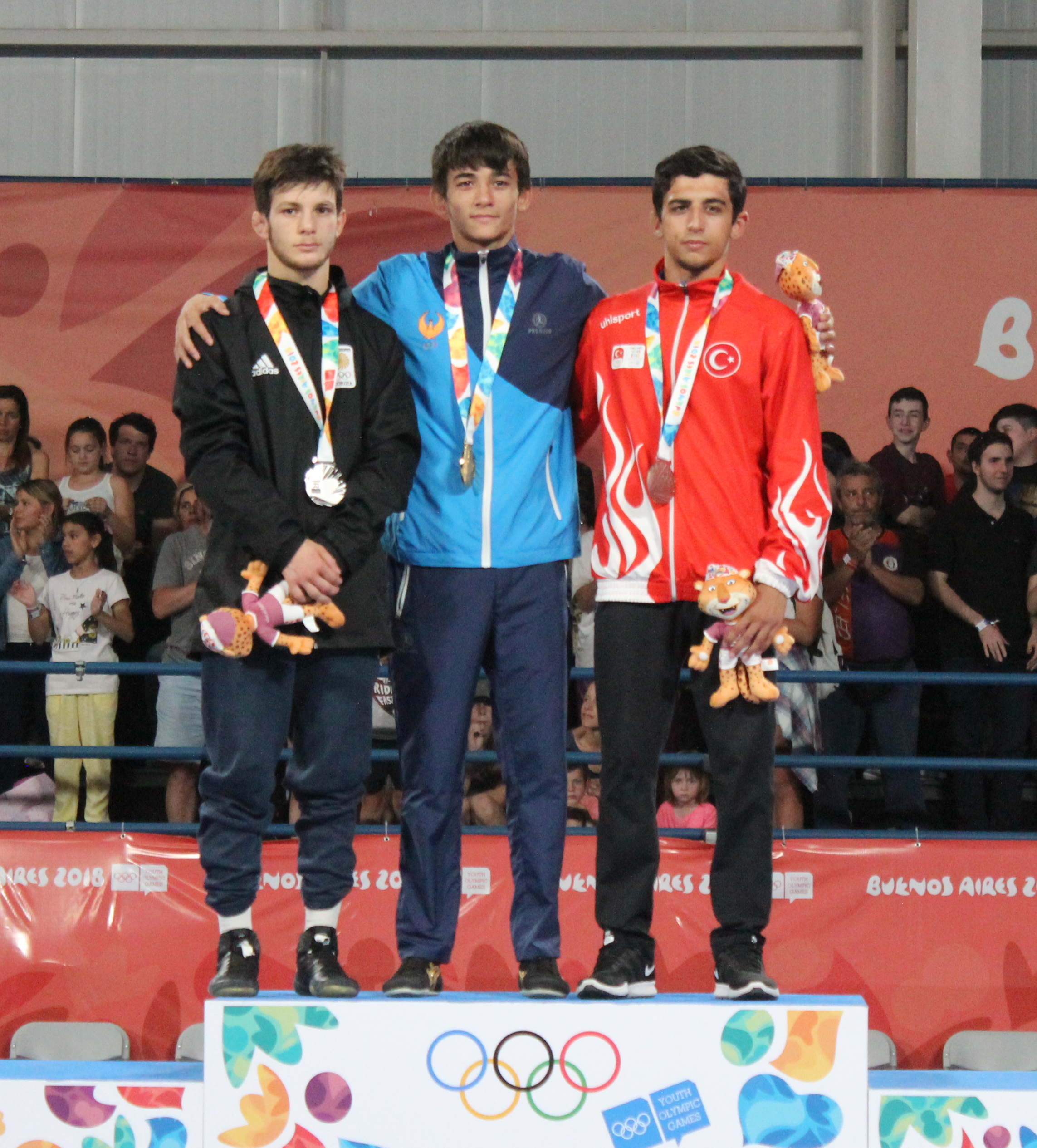
Lotta libera, 48 kg
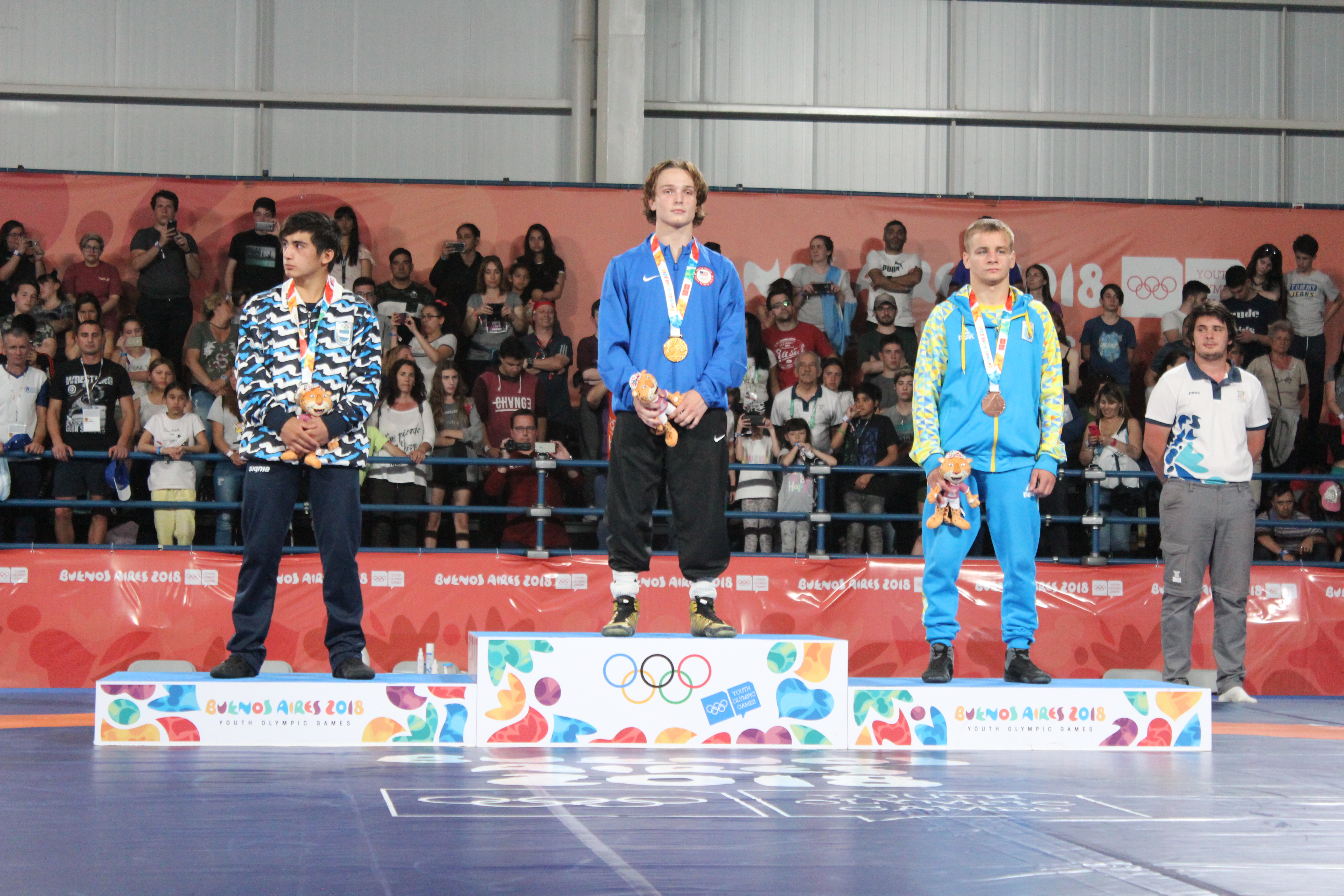
55 kg
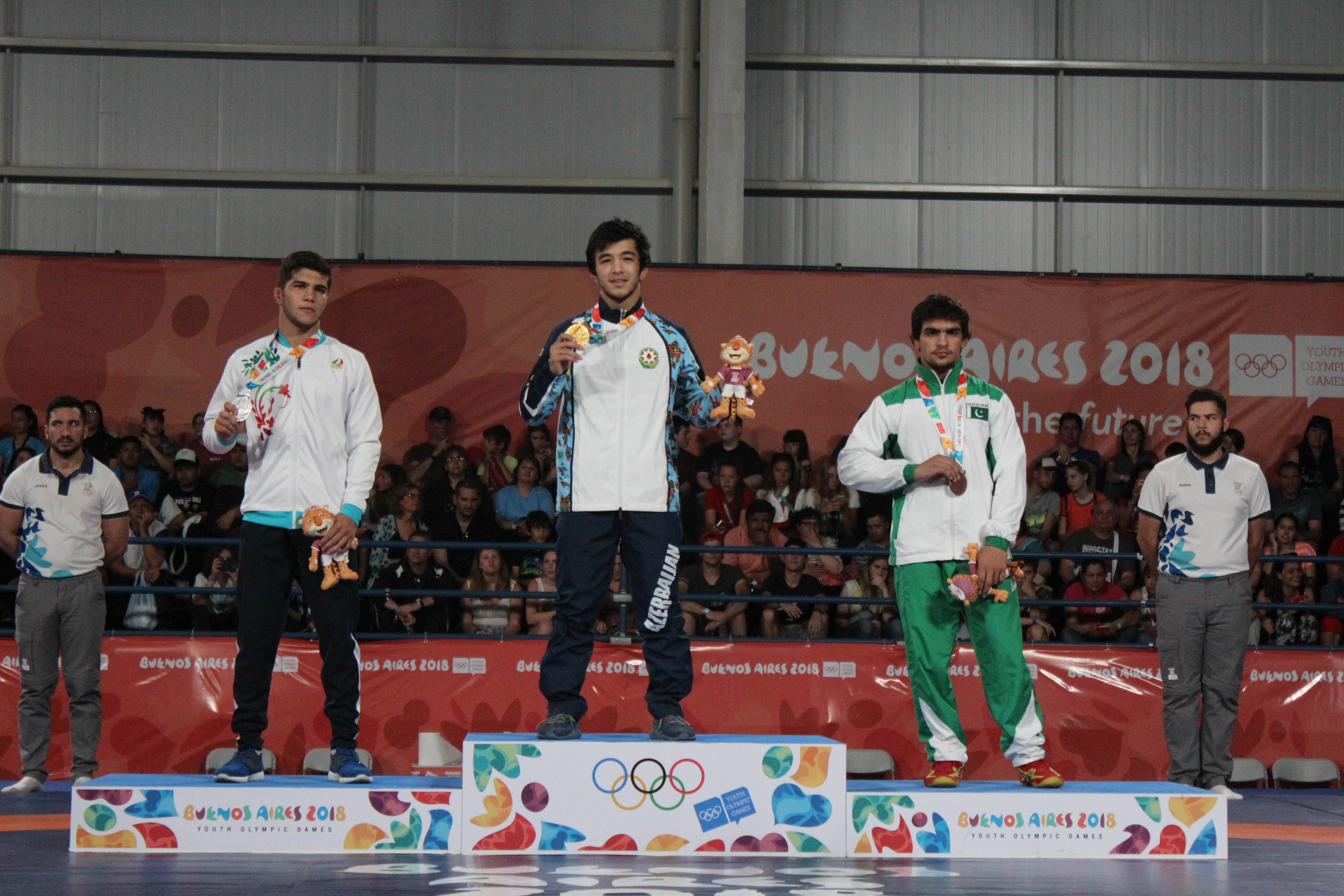
65 kg
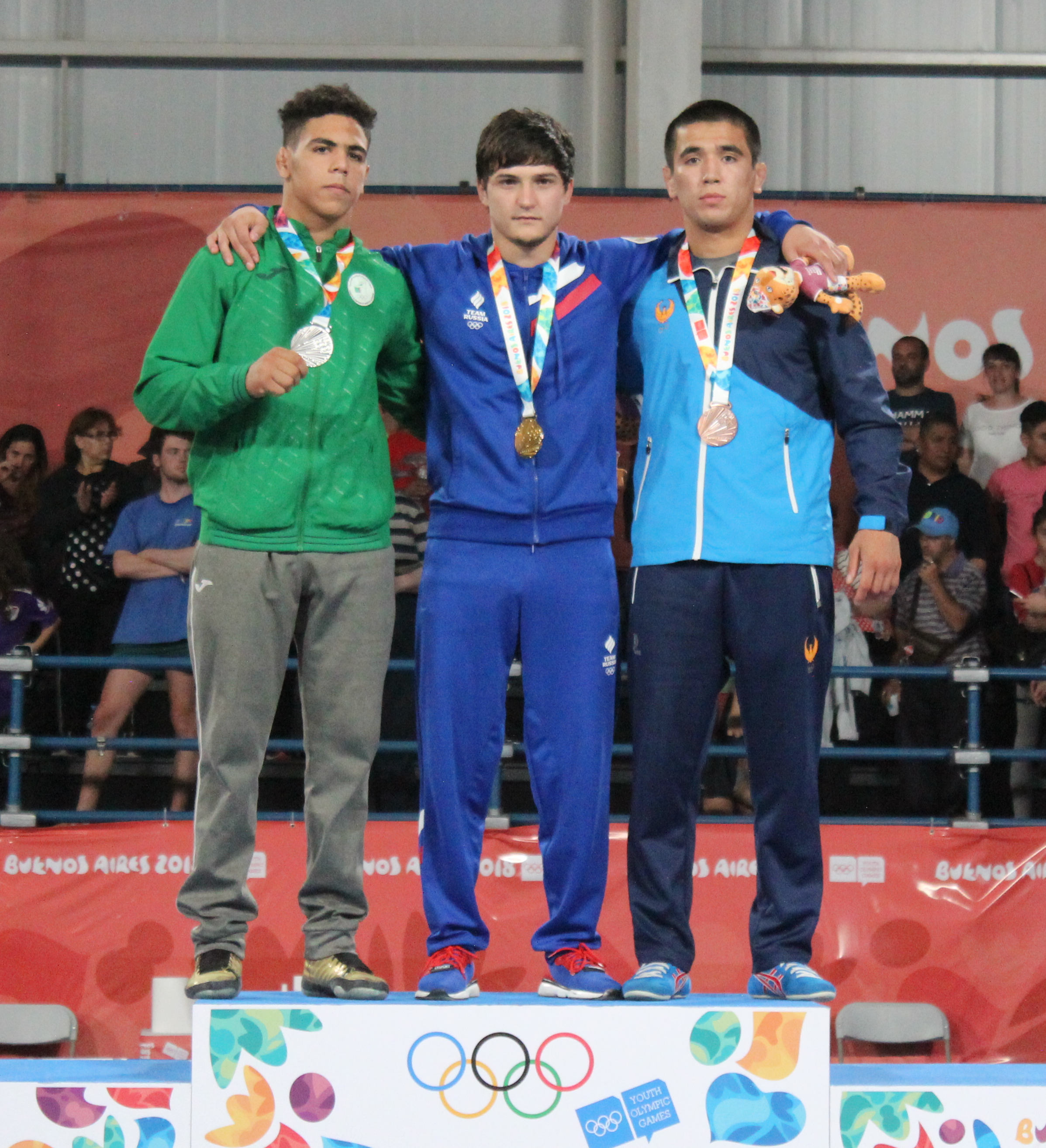
80 kg
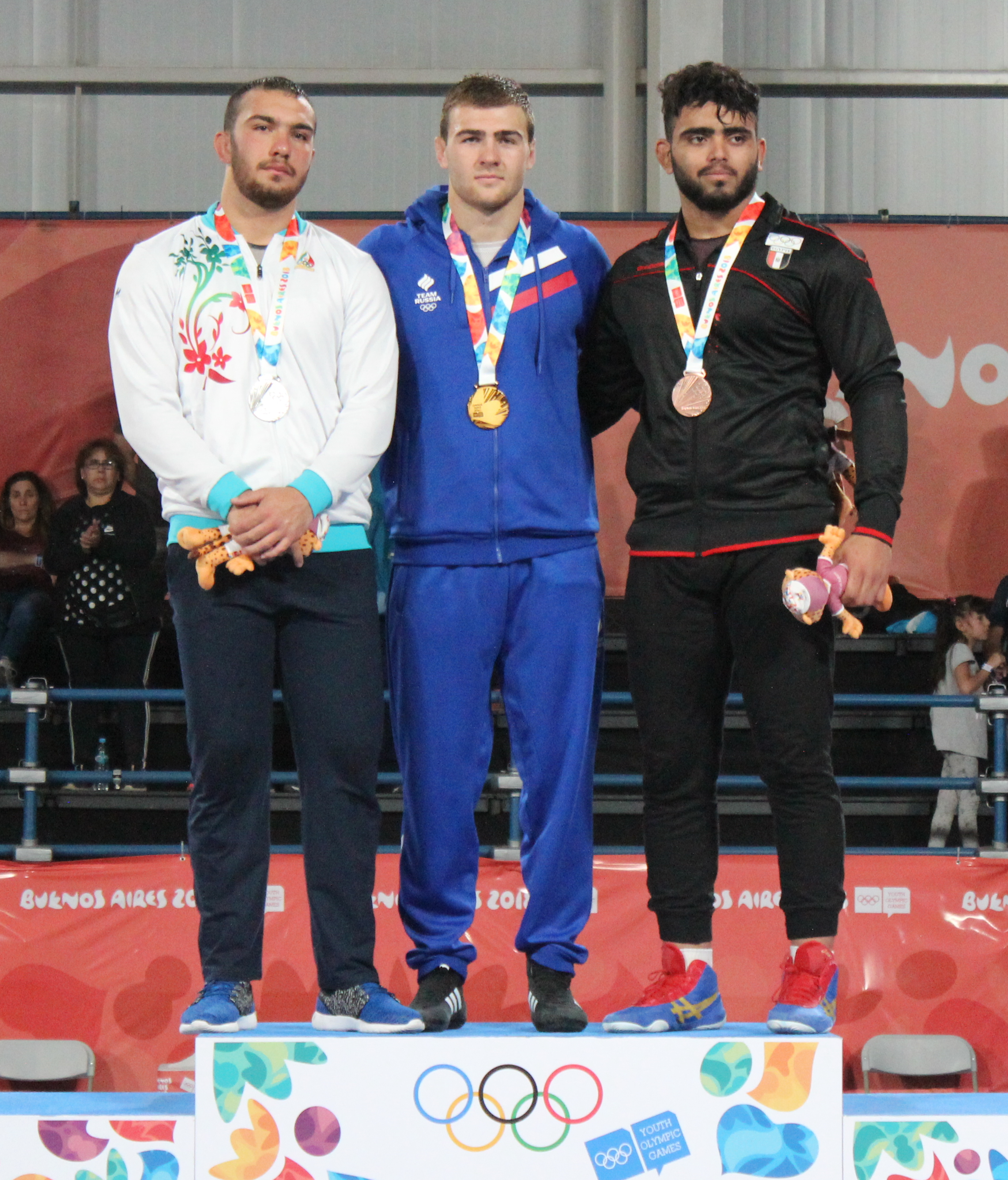
110 kg

### Donne
| Evento       | Oro                     | Argento            | Bronzo            |
| Lotta libera |                         |                    |                   |
| fino a 43 kg | Emily Shilson           | Simran Simran      | Shahana Nazarova  |
| fino a 49 kg | Emma Malmgren           | Shokhida Akhmedova | Natallia Varakina |
| fino a 57 kg | Nonoka Ozaki            | Anna Szel          | Anastasia Blayvas |
| fino a 65 kg | Zhou Xinru              | Oksana Chudyk      | Oyun-Erdene Tamir |
| fino a 73 kg | Milaimys Marin Potrille | Linda Machuca      | Yuka Kagami       |